# Nuoto ai Giochi della XXXI Olimpiade - Staffetta 4x100 metri misti maschile
La staffetta 4x100 metri misti maschile dei Giochi di Rio de Janeiro 2016 si è svolta il 12 e il 13 agosto 2016.

## Record
Prima della competizione i record mondiale e olimpico erano i seguenti:
| Record mondiale | 3'27"28 | Stati Uniti Aaron Peirsol Eric Shanteau Michael Phelps David Walters | 2 agosto 2009 Roma, Italia   |
| Record olimpico | 3'29"34 | Stati Uniti Aaron Peirsol Brendan Hansen Michael Phelps Jason Lezak  | 17 agosto 2008 Pechino, Cina |

## Risultati

### Batterie
| Posizione | Batteria | Corsia | Nazione       | Nuotatori | Tempo   | Note |
| --------- | -------- | ------ | ------------- | --- | ------- | ---- |
| 1         | 1        | 5      | Gran Bretagna | Chris Walker-Hebborn (53.68) Adam Peaty (57.49) James Guy (51.48) Duncan Scott (47.82)                       | 3:30.47 | Q    |
| 2         | 2        | 4      | Stati Uniti   | David Plummer (52.70) Kevin Cordes (59.51) Thomas Shields (51.88) Caeleb Dressel (47.74)                     | 3:31.83 | Q    |
| 3         | 2        | 3      | Giappone      | Ryōsuke Irie (53.57) Yasuhiro Koseki (59.02) Takurō Fujii (51.83) Katsumi Nakamura (48.01)                   | 3:32.33 | Q    |
| 4         | 1        | 4      | Australia     | Mitch Larkin (53.53) Jake Packard (59.80) David Morgan (51.25) Cameron McEvoy (47.99)                        | 3:32.57 | Q    |
| 4         | 2        | 8      | Cina          | Xu Jiayu (53.45) Li Xiang (59.17) Li Zhuhao (51.81) Ning Zetao (48.14)                                       | 3:32.57 | Q    |
| 6         | 1        | 2      | Russia        | Grigorij Tarasevič (53.54) Anton Čupkov (59.39) Evgeny Koptelov (51.98) Alexander Sukhorukov (48.04)         | 3:32.95 | Q    |
| 7         | 2        | 6      | Brasile       | Guilherme Guido (53.96) Felipe França Silva (59.64) Henrique Martins (51.64) Marcelo Chierighini (47.72)     | 3:32.96 | Q    |
| 8         | 1        | 3      | Germania      | Jan-Philip Glania (53.86) Christian vom Lehn (1:00.17) Steffen Deibler (51.51) Damian Wierling (48.13)       | 3:33.67 | Q    |
| 9         | 2        | 7      | Ungheria      | Gabor Balog (54.08) Dániel Gyurta (59.91) Bence Pulai (51.82) Richárd Bohus (48.08)                          | 3:33.89 |      |
| 10        | 2        | 5      | Francia       | Camille Lacourt (53.68) Theo Bussiere (1:01.22) Jérémy Stravius (51.70) Clément Mignon (47.87)               | 3:34.47 |      |
| 11        | 1        | 1      | Italia        | Simone Sabbioni (54.71) Andrea Toniato (1:00.62) Piero Codia (51.78) Luca Dotto (47.74)                      | 3:34.85 |      |
| 12        | 1        | 6      | Polonia       | Radosław Kawęcki (54.68) Marcin Stolarski (1:00.32) Konrad Czerniak (51.82) Kacper Majchrzak (48.36)         | 3:35.18 |      |
| 13        | 2        | 2      | Sudafrica     | Christopher Reid (54.26) Cameron van der Burgh (59.87) Dylan Bosch (52.94) Devon Brown (48.43)               | 3:35.50 |      |
| 14        | 1        | 8      | Lituania      | Danas Rapšys (54.85) Giedrius Titenis (59.68) Deividas Margevicius (53.08) Simonas Bilis (48.29)             | 3:35.90 |      |
| 15        | 2        | 1      | Grecia        | Apostolos Christou (54.68) Panagiōtīs Samilidīs (1:00.87) Andreas Vazaios (53.27) Kristian Gkolomeev (47.93) | 3:36.75 |      |
| 16        | 1        | 7      | Canada        | Javier Acevedo (54.70) Jason Block (1:00.80) Mack Darragh (53.53) Yuri Kisil (47.89)                         | 3:36.92 |      |

### Finale
| Posizione | Corsia | Nazione       | Nuotatori                                                                                              | Tempo   | Note            |
| --------- | ------ | ------------- | --- | ------- | --------------- |
| Oro       | 5      | Stati Uniti   | Ryan Murphy (51.85) Cody Miller (59.03) Michael Phelps (50.33) Nathan Adrian (46.74)                   | 3:27.95 | Record olimpico |
| Argento   | 4      | Gran Bretagna | Chris Walker-Hebborn (53.68) Adam Peaty (56.59) James Guy (51.35) Duncan Scott (47.62)                 | 3:29.24 |                 |
| Bronzo    | 6      | Australia     | Mitch Larkin (53.19) Jake Packard (58.84) David Morgan (51.18) Kyle Chalmers (46.72)                   | 3:29.93 |                 |
| 4         | 7      | Russia        | Evgenij Rylov (52.90) Anton Čupkov (59.10) Aleksandr Sadovnikov (52.08) Vladimir Morozov (47.22)       | 3:31.30 |                 |
| 5         | 3      | Giappone      | Ryōsuke Irie (53.46) Yasuhiro Koseki (58.65) Takurō Fujii (51.56) Katsumi Nakamura (48.30)             | 3:31.97 |                 |
| 6         | 1      | Brasile       | Guilherme Guido (54.23) João Gomes Júnior (58.59) Henrique Martins (51.52) Marcelo Chierighini (48.50) | 3:32.84 |                 |
| 7         | 8      | Germania      | Jan-Philip Glania (54.14) Marco Koch (59.63) Steffen Deibler (51.69) Damian Wierling (48.04)           | 3:33.50 |                 |
|           | 2      | Cina          | Xu Jiayu (53.21) Li Xiang (58.59) Li Zhuhao (50.94) Ning Zetao (47.95)                                 | DSQ     |                 |